# Грин-Лейк (округ)
Округ Грин-Лейк (англ. Green Lake County) располагается в штате Висконсин, США. Официально образован в 1858 году. По состоянию на 2010 год, численность населения составляла 19 051 человек.

## География
По данным Бюро переписи США, общая площадь округа равняется 984,201 км2, из которых 903,911 км2 суша и 80,290 км2 или 8,100 % это водоёмы.

## Население
По данным переписи населения 2000 года в округе проживает 19 105 жителей в составе 7 703 домашних хозяйств и 5 322 семей. Плотность населения составляет 21,00 человек на км2. На территории округа насчитывается 9 831 жилых строений, при плотности застройки около 11,00-ти строений на км2. Расовый состав населения: белые — 97,81 %, афроамериканцы — 0,15 %, коренные американцы (индейцы) — 0,20 %, азиаты — 0,31 %, гавайцы — 0,04 %, представители других рас — 0,89 %, представители двух или более рас — 0,60 %. Испаноязычные составляли 2,06 % населения независимо от расы.
В составе 29,40 % из общего числа домашних хозяйств проживают дети в возрасте до 18 лет, 58,50 % домашних хозяйств представляют собой супружеские пары проживающие вместе, 6,90 % домашних хозяйств представляют собой одиноких женщин без супруга, 30,90 % домашних хозяйств не имеют отношения к семьям, 27,00 % домашних хозяйств состоят из одного человека, 13,80 % домашних хозяйств состоят из престарелых (65 лет и старше), проживающих в одиночестве. Средний размер домашнего хозяйства составляет 2,43 человека, и средний размер семьи 2,96 человека.
Возрастной состав округа: 24,20 % моложе 18 лет, 6,60 % от 18 до 24, 26,20 % от 25 до 44, 24,20 % от 45 до 64 и 24,20 % от 65 и старше. Средний возраст жителя округа 41 лет. На каждые 100 женщин приходится 97,00 мужчин. На каждые 100 женщин старше 18 лет приходится 95,20 мужчин.